# Graphorkis medemiae
Graphorkis medemiae är en orkidéart som först beskrevs av Rudolf Schlechter, och fick sitt nu gällande namn av Victor Samuel Summerhayes. Graphorkis medemiae ingår i släktet Graphorkis och familjen orkidéer. Inga underarter finns listade i Catalogue of Life.